# Präsidentschaftswahl in Tunesien 1999
Die Präsidentschaftswahl in Tunesien 1999 fand am 24. Oktober 1999 statt und war die erste allgemeine Wahl eines Präsidenten der Republik Tunesien, bei der mehr als ein Kandidat auf dem Stimmzettel stand. Dennoch handelte es sich offenkundig um Scheinwahlen, deren Ergebnis wenig Aussagekraft für die tatsächliche Unterstützung des siegreichen Kandidaten Zine el-Abidine Ben Ali in der Bevölkerung hatte.

## Auswahl der Kandidaten
Ein Zusatz zur Verfassung erweiterte bei diesen Wahlen den Kreis möglicher Kandidaten, der bis dahin de facto auf Mitglieder der Regierungspartei Rassemblement constitutionnel démocratique beschränkt war. Nun durften auch Präsidenten von Oppositionsparteien antreten, sofern sie ihre Partei seit mindestens fünf Jahren führten und diese Partei mindestens einen Abgeordneten im Parlament hatte. Hinzu kamen weitere Bedingungen, bezogen etwa auf das Alter der Kandidaten. Die solcherart handverlesenen Kandidaten verfügten über keinerlei erwähnenswerte Anhängerschaft im Land. Beide Kandidaten, die unter diesen Umständen in Frage kamen und tatsächlich zur Wahl antraten, waren enge Verbündete Ben Alis und damit auch keine politische Alternative.

## Ergebnis
| Kandidat                | Partei                                  | Abgegebene Stimmen | Ergebnis in Prozent |
| ----------------------- | --------------------------------------- | ------------------ | ------------------- |
| Zine el-Abidine Ben Ali | Konstitutionelle Demokratische Sammlung | 3.269.067          | 99,45 %             |
| Mohamed Belhaj Amor     | Parti de l’unité populaire              | 10.594             | 0,31 %              |
| Abderrahmane Tlili      | Union démocratique unioniste            | 7.560              | 0,23 %              |
|                         |                                         |                    |                     |